# Alwyn Morris
Alwyn Morris (ur. 22 listopada 1957 w Montrealu) – kanadyjski kajakarz. Dwukrotny medalista olimpijski z Los Angeles.
Na igrzyskach startował dwukrotnie (IO 84, IO 88). Oba medale wywalczył w 1984, płynąc w dwójce. Partnerował mu Hugh Fisher. Pod nieobecność części sportowców z Bloku Wschodniego triumfowali na dystansie 1000 metrów i byli trzeci na dwukrotnie krótszym dystansie. Na mistrzostwach świata wywalczyli dwa medale, srebro w 1982 i brąz rok później.
Obecnie jest szefem Morris Mohawk Gaming Group w Kahnawake, jedynego licencjobiorcy marki Bodog w Stanach Zjednoczonych.